# Ananda Shankar
Pour les articles homonymes, voir Shankar.
Ananda Shankar est un chanteur et musicien indien, né le 11 décembre 1942 à Almora (Uttar Pradesh) et mort le 26 mars 1999.

## Biographie
Ananda Shankar est le fils des danseurs Amala et Uday Shankar, et le neveu du célèbre joueur de sitar Ravi Shankar.
Dès la génération pop, il explore les mélanges entre différentes sources musicales, en mariant la musique traditionnelle d'Inde du nord et le rock progressif occidental. Il se fait connaître du monde entier en sortant l'album Ananda Shankar en 1970. Cet album contient entre autres une reprise du morceau Jumpin' Jack Flash des Rolling Stones et du morceau Light My Fire des Doors.

## Discographie
- 1970 : Ananda Shankar
- 1975 : Ananda Shankar And His Music
- 1977 : India Remembers Elvis
- 1977 : Missing You
- 1978 : A Musical Discovery of India
- 1981 : Sa-Re-Ga Machan
- 1984 : 2001
- 1992 : Temptations
- 1995 : Ananda Shankar: Shubh- The Auspicious
- 1999 : Ananda
- 2000 : Arpan
- 2000 : Walking On
- 2005 : Ananda Shankar: A Life in Music - The Best of the EMI Years